# Il mendicante di Bagdad
Il mendicante di Bagdad (Kismet) è un film del 1930 diretto da John Francis Dillon.
Tratta da Kismet, un testo teatrale di Edward Knoblock, la storia della figlia di un povero vagabondo che incontra il califfo in incognito e se ne innamora, fu portata sullo schermo in varie versioni.
Otis Skinner, il protagonista, che nel 1930 aveva 72 anni, aveva già girato un'altra versione del film dieci anni prima vestendo sempre i panni di Hajj.

## Produzione
Prodotto dalla First National Pictures (con il nome a First National-Vitaphone Picture) (una controllata della Warner Bros. Pictures Inc.), il film fu girato interamente in 65 mm con un sistema della WB chiamato Vitascope.

## Distribuzione
Il film uscì in sala il 30 ottobre 1930. Nella versione widescreen si poté vedere in sole dieci città degli Stati Uniti, mentre negli altri teatri girarono delle copie in 35 mm.
In Italia, il titolo, dall'originale Kismet venne cambiato in Il mendicante di Badgad.
Attualmente, il film viene considerato perduto. Su dischi Vitaphone si trova registrata tutta la colonna sonora.
Esistono numerose versioni della storia:

### Versioni cinematografiche di Kismet
- Kismet di Leedham Bantock (UK) con Oscar Asche, Lily Brayton (1914)
- Kismet di Louis J. Gasnier (Waldorf) con Otis Skinner, Rosemary Theby, Elinor Fair (1920)
- Il mendicante di Bagdad (Kismet) di John Francis Dillon (Warner Bros.) con Otis Skinner, Loretta Young, David Manners (1930)
- Kismet di William Dieterle (Warner Bros.) con Gustav Fröhlich, Dita Parlo, Vladimir Sokoloff (1931)
- Kismet di William Dieterle (MGM) con Ronald Colman, Marlene Dietrich, Edward Arnold  (1944)
- Uno straniero tra gli angeli (Kismet) di Vincente Minnelli (MGM) con Howard Keel, Ann Blyth, Vic Damone, Dolores Gray  (1955)